# Блок, Константин Александрович
Константин Александрович Блок (1833—1897) — участник Хивинского похода 1873 года, командир лейб-гвардии Конного полка, почётный опекун, генерал-лейтенант.

## Происхождение
Константин Александрович Блок родился 6 февраля 1833 года в Санкт-Петербурге и принадлежал к дворянской семье немецкого происхождения. Его дед — Иван Леонтьевич Блок (1735—1810/11/16) — в 1755 году поступил на русскую государственную службу, достиг звания лейб-хирурга при великом князе Павле Петровиче (1785) и чина действительного статского советника (1799). 25 апреля 1796 года И. Л. Блок был пожалован дипломом на дворянское достоинство. 

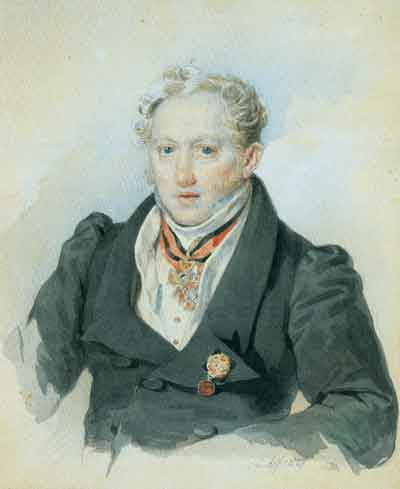
П. Ф. Соколов. Портрет А. И. Блока, 1829.
Бумага, акварель. Государственный литературный музей

Отец Константина, крупный чиновник Александр Иванович Блок (1786—1848), в должности тайного советника был управляющим Собственной Его Императорского Величества конторой, в ведении которой находились содержание и обустройство Аничкова дворца. Мать будущего участника Хивинского похода — Наталья Петровна, урождённая Геринг (1797—1839), — приходилась дочерью генерал-цейхмейстера флота, члена Адмиралтейств-коллегии, генерал-лейтенанта Петра Фёдоровича Геринга.

## Биография
Получив образование в Пажеском корпусе, Блок 13 августа 1851 года был выпущен с чином корнета в Лейб-Кирасирский Его Высочества Наследника Цесаревича полк (со старшинством с 8 августа 1850 года). Продолжая службу в полку, Блок был произведён в поручики (8 июня 1852 года), штабс-ротмистры (22 июля 1858 года) и ротмистры (22 июля 1861 года), участвовал в Крымской войне 1853 — 1856 годов, 7 лет командовал эскадроном.
31 марта 1868 года был переименован в подполковники и перешёл на службу в Среднюю Азию, где 9 марта 1872 года получил чин полковника. Блок состоял в распоряжении командующего войсками Туркестанского военного округа, в течение года и девяти месяцев был начальником Кавказских казачьих войск Туркестанского военного округа, в 1873 году принял участие в Хивинском походе, командуя кавалерией в отряде генерала Н. Н. Головачёва, и за отличие был награждён золотым оружием с надписью «За храбрость».
В 1876 году назначен командиром 6-го уланского Волынского полка, 7 августа 1883 года произведён в генерал-майоры и назначен командиром 1-й бригады 5-й кавалерийской дивизии, а 18 августа 1884 года занял пост командира лейб-гвардии Конного полка, которым командовал до назначения 20 ноября 1890 года командиром 2-й бригады 1-й гвардейской кавалерийской дивизии.
Эту должность он, однако, занимал недолго. Уже 10 февраля 1892 года государственный секретарь А. А. Половцов отмечал в своём дневнике:

Оставшись вдвоём с вел. кн. Владимиром, упрекаю его в том, что он навязывает императрице в почётные опекуны Блока, бывшего командира конной гвардии, человека во всех отношениях пошлого, без всякого достоинства, прибегающего к денежным займам без отдачи у приятелей и т.п. Перехожу отсюда в вечному давнишнему обвинению вел. князя в равнодушии к нравственному достоинству людей и вообще к пользе Отечества 

Упрёки Половцова не возымели действия и через три месяца, 16 мая 1892 года, Блок был смещён с должности командира бригады с назначением почётным опекуном Санкт-Петербургского присутствия Опекунского совета учреждений императрицы Марии (с оставлением в списках лейб-гвардии Конного полка), а 30 августа 1893 года произведён в генерал-лейтенанты.
17 февраля 1897 года К. А. Блок скончался в Санкт-Петербурге и был похоронен на Волковом лютеранском кладбище (могила сохранилась).
Блок был холост и детей не имел. Его старший брат, тайный советник Лев Александрович Блок (1823—1883), занимавший пост вице-директора таможенного департамента Министерства финансов, был отцом известного юриста, профессора Варшавского университета А. Л. Блока (1852—1909) и Самарского губернатора, убитого в ходе Революции 1905—1907 гг., И. Л. Блока (1858—1906), а также дедом одного из крупнейших представителей русского символизма.

## Награды
За свою службу Блок получил многочисленные награды, в их числе:
- Орден Святого Станислава 3-й степени (1866 год)
- Орден Святого Станислава 2-й степени (1868 год; Императорская корона к этому ордену пожалована в 1870 году)
- Орден Святой Анны 2-й степени (1872 год; Императорская корона и мечи к этому ордену пожалованы в 1874 году)
- Орден Святого Владимира 4-й степени с мечами и бантом (1873 год)
- Золотое оружие с надписью "За храбрость" (1874 год)
- Орден Святого Владимира 3-й степени (1877 год)
- Орден Святого Станислава 1-й степени (1887 год)
- Орден Святой Анны 1-й степени (1890 год)
- Орден Святого Владимира 2-й степени (14 мая 1896 года)

Иностранные:
- Прусский орден Короны 2-й степени со звездой (1888 год)
- Черногорский орден князя Даниила I 1-й степени (1889 год)
- Турецкий орден Меджидие 1-й степени (1892 год)